# Xunantunich
Xunantunich (pronuncia sciù-nan-tùnic' ) è un sito archeologico costruito dalla civiltà Maya situato in Belize, a 130 km a ovest rispetto alla città di Belize, nel distretto di Cayo.

## Geografia e storia
Xunantunich si trova sopra una elevazione presso il fiume Mopan, in vista del confine con il Guatemala. Il nome significa donna di pietra nella lingua Maya (combinazione di due termini dei dialetti Mopan e Yucateco); il nome originale antico è sconosciuto. La "donna di pietra" sarebbe il fantasma di una donna che diversi abitanti del posto credono abiti nel sito sin dal 1892, vestita di bianco e con occhi rosso fuoco. Compare di fronte al Castillo, sale le scale di pietra e scompare attraverso un muro.
Molte delle strutture furono costruite durante l'Età Classica dei Maya, tra il 200 e il 900. Alcune furono danneggiate da un terremoto, probabile causa dell'abbandono della zona.
Il nucleo di Xunantunich si estende per circa 2,6 km quadrati, ed è costituito da una serie di 6 plazas circondate da oltre 26 templi e palazzi. La piramide conosciuta come El Castillo è la seconda struttura più alta in Belize dopo il tempio di El Caracol: 40 metri. 
Scavi archeologici hanno riportato alla luce diverse facciate ricoperte di fregi dei templi antichi. Diverse prove dimostrano che il tempio fu costruito in tre fasi diverse nei secoli VII, VIII, e IX. I fregi furono scolpiti nell'ultima fase.
Le prime spedizioni moderne del sito furono condotte da Thomas Gann nel 1894 e nel 1895; altri progetti e scavi dal 1930 al 1990.
Una delle stele meglio conservate è datata tra il 200 a.C. e il 150.. Su di essa è rappresentata una figura maya rivolta a sinistra.